# Etoile Filante Bastia
Etoile Filante Bastia is een Franse voetbalclub uit de stad Bastia op het eiland Corsica.

## Geschiedenis
De club werd opgericht in 1920 en speelde lange tijd op regionaal niveau. In 1961 fusioneerde de club met SC Bastia en werd zo SEC Bastia (Sporting Etoile Club Bastia). Na tien jaar werd de fusie ongedaan gemaakt en werden beide clubs weer onafhankelijk. In 1980 werd de club kampioen en promoveerde zo naar de Division 4, maar werd daar laatste. Het volgende seizoen werd de club opnieuw kampioen, maar slaagde er dit keer niet in te promoveren. De club speelde in de DH Corse tot 2000, toen een nieuwe titel behaald werd. Etoile Filante promoveerde nu naar de CFA 2, de vijfde klasse. Na vijf seizoenen, zonder veel succes, degradeerde de club weer. In 2006 werd de club vicekampioen en promoveerde opnieuw voor twee seizoenen. In 2011 en 2012 speelde de club opnieuw in de CFA2 en opnieuw vanaf 2017 toen deze competitie omgevormd werd tot Championnat National 3. In 2019 degradeerde de club.

## Erelijst
DH Corse
1974, 1980, 1982, 2000

## Bekende spelers
- Paolo Farina
- Marius Vescovali
- François-Joseph Modesto
- Laurent Casanova
- Pascal Berenguer
- Georges Franceschetti
- Bruno Rodriguez